# Jerzy Krzewski
Jerzy Krzewski (ur. 30 października 1965) – polski pięściarz, medalista mistrzostw kraju.
Na początku lipca 1983 roku w Toruniu wziął udział w mistrzostwach Polski do lat 19. W eliminacjach kategorii 48 kg zwyciężył Tadeusza Kija, następnie w ćwierćfinale został pokonany przez Stefana Zająca z Wisły Tczew. Trzy miesiące wcześniej startował w seniorskich mistrzostwach kraju w Warszawie, przegrywając swoją pierwszą walkę z Januszem Misiakiem.
W maju 1988 roku w Kielcach zdobył swój pierwszy medal seniorskich mistrzostw kraju. W ćwierćfinale przegrał co prawda z Henrykiem Sakowskim, lecz jego rywal z powodu kontuzji nie mógł wystąpić w półfinale. W tej sytuacji Krzewski zmierzył się w 1/2 finału z Rafałem Niedbalskim i poniósł porażkę, kończąc udział w zawodach z brązowym medalem. Rok później powtórzył ten sukces w Łodzi – w półfinale został pokonany przez Leszka Olszewskiego z Górnika Pszów.
Był wychowankiem i zawodnikiem Staru Starachowice. Reprezentował również barwy Błękitnych Kielce. Będąc pięściarzem tego drugiego klubu zdobył medale mistrzostw Polski.